# Paranotoreas brephosata
Paranotoreas brephosata là một loài bướm đêm trong họ Geometridae.